# Francesco di Borbone-Conti
Francesco di Borbone-Conti (La Ferté-sous-Jouarre, 19 agosto 1558 – Parigi, 3 agosto 1614) è stato un condottiero francese.
Francesco era il terzo figlio di Luigi I di Borbone-Condé, primo Principe di Condé (1530 – 1569), e di Eleonora di Roye, contessa di Roucy (1535-1564).
Fu governatore dell'Alvernia, di Parigi e del Delfinato; condottiero durante le Guerre di religione, fu il primo a ricevere il titolo di Conti.

## Biografia

Arma di Francesco di Borbone-Conti

Egli fu allevato nella fede protestante ma nella notte di San Bartolomeo passò al cattolicesimo. Nel 1577 partecipò alla prima assemblea degli Stati generali a Blois e nel 1580 ricevette da Enrico III l'Ordine dello Spirito Santo. Nel 1581 ricevette il titolo di marchese di Conti e nel 1597 quello di principe di Chateau-Regnault. Dopo l'uccisione di Enrico III, avvenuta nel 1589, Francesco si legò al suo successore, Enrico IV, e continuò a sostenerlo sebbene nel 1590, con la morte del cardinale di Borbone, venisse citato lui stesso come pretendente al trono di Francia. Combatté e si distinse nella battaglia di Ivry (4 marzo 1590), ma nel 1592 fu sconfitto a Craon da Filippo Emanuele di Lorena, duca di Mercoeur, ultimo capo della Lega cattolica.

## Matrimoni e figli
Nel 1582 Francesco sposò Giovanna Francesca di Coesme (1560 – 1601), signora di Lucé e di Bonnétable, vedova di Luigi di Montafià (†1577), che tuttavia morì senza avergli dato figli. 
Nel 1605 sposò in seconde nozze Luisa Margherita di Guisa (1588 – 1631), contessa di Eu, principessa di Chateau-Regnault, figlia del defunto Enrico, duca di Guisa. Da questo matrimonio nacque nel 1610 una figlia, Maria di Borbone-Conti, che tuttavia morì a tre settimane dalla nascita.
Francesco ebbe anche un figlio nato al di fuori del matrimonio, Nicola (morto in Parigi nel 1648), chiamato poi Nicola di Gramont, che divenne abate di St. Stephan in Bassac.
Francesco morì quindi senza eredi ed il titolo di principe di Conti si estinse, per essere poi nuovamente assegnato ad Armando di Borbone-Conti, (1629 – 1666), secondo figlio maschio di Enrico II di Borbone-Condé (1588 – 1646), da Luigi XIII.

## Ascendenza
|                                       |                                      |                                                | Genitori                                 |  |  | Nonni |  |  | Bisnonni                        |  |  | Trisnonni                            |  |
|                                       |                                      |                                                |                                          |  |  |       |  |  | 8. Francesco di Borbone-Vendôme |  |  | 16. Giovanni VIII di Borbone-Vendôme |  |
|                                       |                                      |                                                |                                          |  |  |       |  |  | 8. Francesco di Borbone-Vendôme |  |  | 16. Giovanni VIII di Borbone-Vendôme |  |
|                                       |                                      | 17. Isabelle de Beauvau                        |                                          |  |  |       |  |  | 8. Francesco di Borbone-Vendôme |  |  |                                      |  |
| 4. Carlo IV di Borbone-Vendôme        |                                      |                                                |                                          |  |  |       |  |  | 8. Francesco di Borbone-Vendôme |  |  |                                      |  |
|                                       |                                      | 9. Maria di Lussemburgo-Saint-Pol              | 18. Pietro II di Lussemburgo-Saint-Pol   |  |  |       |  |  |                                 |  |  |                                      |  |
|                                       |                                      | 9. Maria di Lussemburgo-Saint-Pol              | 18. Pietro II di Lussemburgo-Saint-Pol   |  |  |       |  |  |                                 |  |  |                                      |  |
|                                       |                                      | 9. Maria di Lussemburgo-Saint-Pol              | 19. Margherita di Savoia                 |  |  |       |  |  |                                 |  |  |                                      |  |
| 2. Luigi I di Borbone-Condé           |                                      | 9. Maria di Lussemburgo-Saint-Pol              |                                          |  |  |       |  |  |                                 |  |  |                                      |  |
|                                       |                                      | 10. Renato d'Alençon                           | 20. Giovanni II d'Alençon                |  |  |       |  |  |                                 |  |  |                                      |  |
|                                       |                                      | 10. Renato d'Alençon                           | 20. Giovanni II d'Alençon                |  |  |       |  |  |                                 |  |  |                                      |  |
|                                       |                                      | 10. Renato d'Alençon                           | 21. Maria d'Armagnac                     |  |  |       |  |  |                                 |  |  |                                      |  |
| 5. Francesca d'Alençon                |                                      | 10. Renato d'Alençon                           |                                          |  |  |       |  |  |                                 |  |  |                                      |  |
|                                       |                                      | 11. Margherita di Lorena                       | 22. Federico II di Vaudémont             |  |  |       |  |  |                                 |  |  |                                      |  |
|                                       |                                      | 11. Margherita di Lorena                       | 22. Federico II di Vaudémont             |  |  |       |  |  |                                 |  |  |                                      |  |
|                                       |                                      | 11. Margherita di Lorena                       | 23. Iolanda d'Angiò                      |  |  |       |  |  |                                 |  |  |                                      |  |
| 1. Francesco di Borbone-Conti         |                                      | 11. Margherita di Lorena                       |                                          |  |  |       |  |  |                                 |  |  |                                      |  |
|                                       | 12. Antoine de Roye, signore de Roye | 24. Jean de Roye, signore di Muret             |                                          |  |  |       |  |  |                                 |  |  |                                      |  |
|                                       | 12. Antoine de Roye, signore de Roye | 24. Jean de Roye, signore di Muret             |                                          |  |  |       |  |  |                                 |  |  |                                      |  |
|                                       | 12. Antoine de Roye, signore de Roye | 25. Marguerite du Bois des Querdes             |                                          |  |  |       |  |  |                                 |  |  |                                      |  |
| 6. Charles de Roye, conte di Roucy    | 12. Antoine de Roye, signore de Roye |                                                |                                          |  |  |       |  |  |                                 |  |  |                                      |  |
|                                       |                                      | 13. Catherine de Sarrebruck, contessa di Roucy | 26. Robert de Sarrebruck, conte di Roucy |  |  |       |  |  |                                 |  |  |                                      |  |
|                                       |                                      | 13. Catherine de Sarrebruck, contessa di Roucy | 26. Robert de Sarrebruck, conte di Roucy |  |  |       |  |  |                                 |  |  |                                      |  |
|                                       |                                      | 13. Catherine de Sarrebruck, contessa di Roucy | 27. Marie d'Amboise                      |  |  |       |  |  |                                 |  |  |                                      |  |
| 3. Éléonore de Roucy                  |                                      | 13. Catherine de Sarrebruck, contessa di Roucy |                                          |  |  |       |  |  |                                 |  |  |                                      |  |
|                                       |                                      | 14. Ferry de Mailly, signore di Conti          | 28. Adrien de Mailly, signore di Conti   |  |  |       |  |  |                                 |  |  |                                      |  |
|                                       |                                      | 14. Ferry de Mailly, signore di Conti          | 28. Adrien de Mailly, signore di Conti   |  |  |       |  |  |                                 |  |  |                                      |  |
|                                       |                                      | 14. Ferry de Mailly, signore di Conti          | 29. Jeanne de Glymes                     |  |  |       |  |  |                                 |  |  |                                      |  |
| 7. Madeleine de Maillé, dame di Conti |                                      | 14. Ferry de Mailly, signore di Conti          |                                          |  |  |       |  |  |                                 |  |  |                                      |  |
|                                       |                                      | 15. Louise de Montmorency                      | 30. Guillaume de Montmorency             |  |  |       |  |  |                                 |  |  |                                      |  |
|                                       |                                      | 15. Louise de Montmorency                      | 30. Guillaume de Montmorency             |  |  |       |  |  |                                 |  |  |                                      |  |
|                                       |                                      | 15. Louise de Montmorency                      | 31. Anne Pot, dama de la Rochepot        |  |  |       |  |  |                                 |  |  |                                      |  |
|                                       |                                      | 15. Louise de Montmorency                      |                                          |  |  |       |  |  |                                 |  |  |                                      |  |